# Lupinus lagunae-negrae
Lupinus lagunae-negrae là một loài thực vật có hoa trong họ Đậu. Loài này được C.P.Sm. mô tả khoa học đầu tiên.